# Kosei Suwama
Kosei Suwama (japanisch 諏訪間 幸成 Suwama Kosei; * 6. Juni 2003 in der Präfektur Kanagawa) ist ein japanischer Fußballspieler.

## Karriere

### Verein
Kosei Suwama erlernte das Fußballspielen in Jugend der Yokohama F. Marinos sowie in der der Universitätsmannschaft der Universität Tsukuba. 2025 ist er von der Universität an seinen Jugendverein Yokohama F. Marinos ausgeliehen. Sein Erstligadebüt gab Kosei Suwama am 23. Februar 2025 (2. Spieltag) im Auswärtsspiel gegen Sanfrecce Hiroshima. Bei der 1:0-Niederlage wurde er in der 87. Minute für Taiki Watanabe eingewechselt.

### Nationalmannschaft
Kosei Suwama spielte von 2018 bis 2023 in verschiedenen Juniorennationalmannschaften seines Landes.